# Voto (llengua)
El voto fou una llengua ameríndia de la família txibtxa, relacionada amb el rama parlat a Nicaragua, i que s'havia parlat pels botos a les províncies d'Alajuela i Heredia (Costa Rica).